# Wereldbeker voetbal 2000
De Wereldbeker van 2000 werd gespeeld tussen het Spaanse Real Madrid en het Argentijnse Boca Juniors. 
Real Madrid mocht deelnemen aan de wereldbeker omdat het eerder de finale van de Champions League had gewonnen. In die finale wonnen de Spanjaarden met 3-0 van Valencia. Boca Juniors had in 2000 de Copa Libertadores gewonnen na strafschoppen tegen Palmeiras. 
De wedstrijd ging furieus van start. Na 6 minuten had de Argentijnse spits Martín Palermo al twee keer gescoord. De Koninklijken reageerden via een goal van Roberto Carlos. Maar Boca Juniors hield stand en mocht voor het eerst sinds 1977 de wereldbeker in ontvangst nemen.

## Wedstrijddetails
|                              |                |         |                    |                                                                                     |
| 28 november 2000 19:15 UTC+9 | Boca Juniors   | 2 – 1   | Real Madrid        | Olympisch Stadion, Tokio Toeschouwers: 52.511 Scheidsrechter: Óscar Ruiz (Colombia) |
| 28 november 2000 19:15 UTC+9 | Palermo 3', 6' | Verslag | 12' Roberto Carlos | Olympisch Stadion, Tokio Toeschouwers: 52.511 Scheidsrechter: Óscar Ruiz (Colombia) |

| Boca Juniors | Real Madrid |

| Boca Juniors:  |    |                            |           |
|                |    |                            |           |
| GK             | 1  | Óscar Córdoba              |           |
| RB             | 4  | Hugo Ibarra                | 69'       |
| CB             | 2  | Jorge Bermúdez             |           |
| CB             | 13 | Cristian Traverso          |           |
| LB             | 6  | Aníbal Matellán            |           |
| CM             | 22 | Sebastián Battaglia        | 90' 90+2' |
| CM             | 5  | Mauricio Serna             |           |
| CM             | 18 | José Basualdo              |           |
| AM             | 10 | Juan Román Riquelme        |           |
| FW             | 9  | Martín Palermo             |           |
| FW             | 16 | Marcelo Delgado            | 87'       |
| Wisselspelers: |    |                            |           |
| MF             | 14 | Nicolás Burdisso           | 90+2'     |
| FW             | 7  | Guillermo Barros Schelotto | 87'       |
| Coach:         |    |                            |           |
| Carlos Bianchi |    |                            |           |

| Real Madrid:       |    |                    |     |
|                    |    |                    |     |
| GK                 | 25 | Iker Casillas      |     |
| RB                 | 15 | Geremi             | 89' |
| CB                 | 4  | Fernando Hierro    |     |
| CB                 | 18 | Aitor Karanka      |     |
| LB                 | 3  | Roberto Carlos     |     |
| DM                 | 6  | Iván Helguera      | 89' |
| DM                 | 24 | Claude Makélélé    | 76' |
| AM                 | 8  | Steve McManaman    | 66' |
| RW                 | 10 | Luís Figo          |     |
| CF                 | 14 | Guti               |     |
| LW                 | 7  | Raúl               |     |
| Wisselspelers:     |    |                    |     |
| MF                 | 11 | Sávio              | 66' |
| FW                 | 9  | Fernando Morientes | 76' |
| Coach:             |    |                    |     |
| Vicente Del Bosque |    |                    |     |

1960 · 1961 · 1962 · 1963 · 1964 · 1965 · 1966 · 1967 · 1968 · 1969 · 1970 · 1971 · 1972 · 1973 · 1974 · 1975 · 1976 · 1977 · 1978 · 1979 · 1980 · 1981 · 1982 · 1983 · 1984 · 1985 · 1986 · 1987 · 1988 · 1989 · 1990 · 1991 · 1992 · 1993 · 1994 · 1995 · 1996 · 1997 · 1998 · 1999 · 2000 · 2001 · 2002 · 2003 · 2004